# Jacek Góralski
Jacek Góralski (* 21. September 1992 in Bydgoszcz) ist ein polnischer Fußballspieler, der zuletzt beim deutschen Bundesligisten VfL Bochum unter Vertrag stand.

## Karriere

### Verein
Góralski kam in Bydgoszcz zur Welt, wo er mit dem Fußballspielen beim örtlichen Verein Zawisza Bydgoszcz begann. Nachdem er die Jugend durchlaufen und kurze Stationen bei Victoria Koronowo und Blekitni Gabin absolviert hatte, schloss er sich dem damaligen Zweitligisten Wisła Płock an. Nach vier Jahren in Płock unterschrieb er im Jahr 2015 einen Vierjahresvertrag beim Erstligisten Jagiellonia Białystok. Im Sommer 2017 wechselte er nach Bulgarien zum amtierenden Meister Ludogorez Rasgrad. Nach wettbewerbsübergreifend 93 Pflichtspielen für Ludogorez, darunter auch 15 Einsätzen in der Europa League, ging Góralski im Januar 2020 nach Kasachstan und unterschrieb beim FK Qairat Almaty einen Dreijahresvertrag.
Zur Saison 2022/23 wechselte Góralski zum Bundesligisten VfL Bochum. Sein Vertrag lief bis 2024. Der VfL Bochum und Jacek Góralski haben am 10. August 2023 einvernehmlich das bestehende Vertragsverhältnis beendet.

### Nationalmannschaft
Góralski wurde erstmals für das WM-Qualifikationsspiel gegen Rumänien (Endstand 3:0 für Polen) am 11. November 2016 berufen, kam in diesem Spiel allerdings nicht zum Einsatz. Sein Debüt absolvierte er letztlich drei Tage später beim 1:1 im Freundschaftsspiel gegen Slowenien.
Bei der Weltmeisterschaft 2018 in Russland gehörte er zum polnischen Aufgebot. Er wurde in zwei Gruppenspielen eingesetzt und schied mit der Mannschaft nach der Gruppenphase aus.

## Erfolge
Mit Ludogorez Rasgrad:
- Bulgarischer Meister: 2018, 2019
- Bulgarischer Supercupsieger: 2018, 2019

Mit FK Qairat Almaty:
- Kasachischer Meister: 2020
- Kasachischer Pokalsieger: 2021